# Lambda Leporis
Désignations
Lambda Leporis (en abrégé λ Lep) est une étoile de la constellation australe du Lièvre. Elle est visible à l'œil nu avec une magnitude apparente de 4,29.

## Environnement stellaire
L'étoile présente une parallaxe annuelle de 3,34 mas mesurée par le satellite Gaia, ce qui indique qu'elle est distante d'environ 300 pc (∼978 al) de la Terre. Elle s'éloigne du Système solaire à une vitesse radiale d'environ +20 km/s, et par rapport à ses voisines, elle possède une vitesse particulière de 16,3 ± 2,8 km/s. Lambda Leporis est membre de l'association OB1 d'Orion (Ori OB1) et elle a été identifiée comme une étoile à haute vitesse en fuite. C'est une étoile solitaire, qui ne possède pas de compagnon connu.

## Propriétés
Lambda Leporis est une étoile bleu-blanc de la séquence principale massive de type spectral B0,5 V. Elle est estimée être âgée de huit millions d'années et elle est environ 
15 fois plus massive que le Soleil. Elle apparaît tourner sur elle-même à une vitesse de rotation projetée de 30 km/s. Le rayon de l'étoile est 4,5 fois plus grand que le rayon solaire, elle est près de 15 500 fois plus lumineuse que le Soleil et sa température de surface est de 30 400 K.